# Monument à la mémoire des soldats morts pendant le siège de Paris de 1870-1871
Le monument à la mémoire des soldats morts pendant le siège de Paris de 1870-1871 est un monument aux morts élevé par l'État français et situé au cimetière du Père-Lachaise.

## Historique

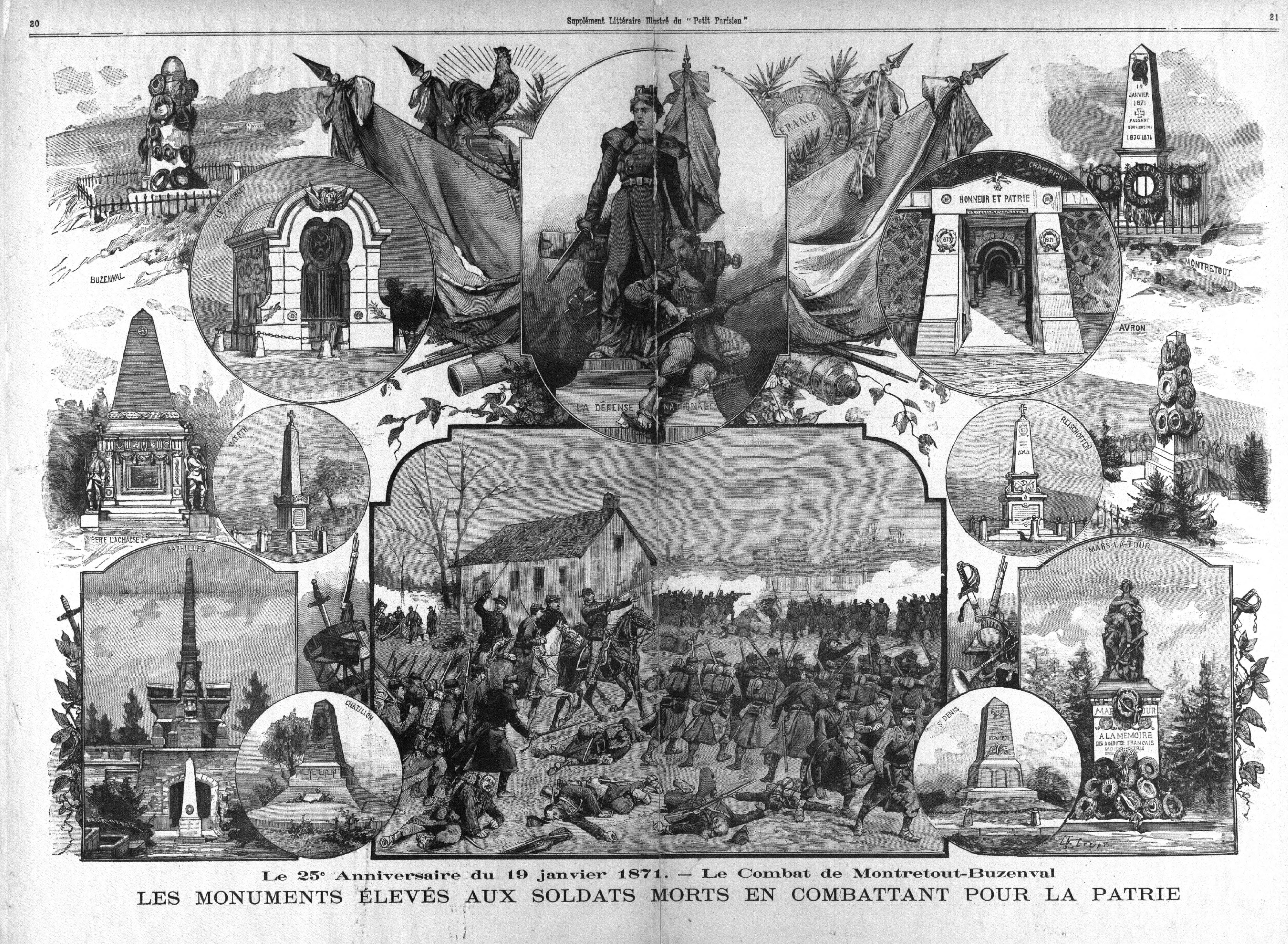
Quelques monuments élevés aux soldats morts pendant la guerre franco-allemande de 1870.

Le traité de Francfort du 10 mai 1871 prévoit que « les deux gouvernements français et allemand s'engagent réciproquement à faire respecter et entretenir les tombeaux des soldats ensevelis sur leurs territoires respectifs ». La France transcrit ce principe dans la loi française du 4 avril 1873 qui prévoit d'« assurer à tous les combattants, indistinctement réunis dans la mort, une sépulture digne des deux nations qui s'étaient combattues en un duel gigantesque ». Il s'agit pour la France d'enterrer 37 859 soldats français, 21 876 soldats allemands  et 27 661 soldats dont la nationalité n'est pas connue. L'État achète ou se voit offrir des parcelles des cimetières communaux ou exproprie les terrains non-clos où se trouvaient des restes de soldats pour y aménager des tombes garnies d'un entourage en fonte correspondant à un modèle réglementé avec une plaque portant la mention « Tombes militaires - Loi du 4 avril 1873 ».
Pour la ville de Paris, il est décidé de laisser 4 413 militaires français inhumés dans le cimetière des hôpitaux. 189 gardes nationaux sont transférés au cimetière du Père-Lachaise dans un monument construit à l'aide d'une souscription et inauguré le 19 janvier 1877 afin d'honorer la mémoire des gardes nationaux de la Seine tués au combat de Buzenval le 19 janvier 1871. Enfin l'État français construit deux monuments funéraires pour commémorer le siège de Paris qui s'est déroulé du 20 septembre 1870 au 28 janvier 1871. Le rapport ministériel d'Émile de Marcère au sujet de l'exécution de la loi du 4 avril 1873, relative aux tombes des militaires morts pendant la guerre de 1870-1871, fait état de 2 133 dépouilles réparties entre le monument du Père-Lachaise et celui qui se trouve au cimetière du Montparnasse.
Une délibération du conseil municipal de Paris du 28 août 1877 concède à l'État un terrain au cimetière du Père-Lachaise d'une superficie de 144 m2. Danielle Tartakowsky précise qu'en avril 1879, les dépouilles de 1 031 soldats français et 22 Allemands sont transférées dans le monument de la rive droite. L'inauguration du monument prévue initialement le 1er juin 1879 n'a pu avoir lieu et a été reportée à au mois de novembre, car si le monument de la rive droite était à peu près fini, celui de la rive gauche n'avait pas encore sa colonne et les socles des sculptures n'étaient pas terminés,. La construction du monument du Père-Lachaise est achevée en septembre 1879,,.
La même année les statues sont exposées en plâtre au Salon sous les numéros 5169, 5293 et 5362,.
Un dessin du monument datant des années 1880 a été retrouvé dans une carrière de Touraine.

## Caractéristiques
Le monument est situé en première ligne de la 64e division du cimetière du Père-Lachaise, près du monument à la mémoire des gardes nationaux de la Seine tués au combat de Buzenval. La concession gratuite par arrêté préfectoral en date du 4 septembre 1873 est située sur un terrain en forme de carré de 12 mètres de côté.
L'article du 1er novembre 1879 publié dans L'Univers illustré indique que le monument est construit tout en granit gris de Cherbourg sur les dessins de l'architecte Alfred Rivière,. Le soubassement, de forme carrée, porte en sculpture des couronnes et des branches de chêne et de laurier des ciseaux d'Émile Houreau ; deux médaillons sont réservés pour les inscriptions. Au pied de la pyramide de 6,50 mètres de haut se trouve, aux quatre angles, des boulets de canon.

Statues
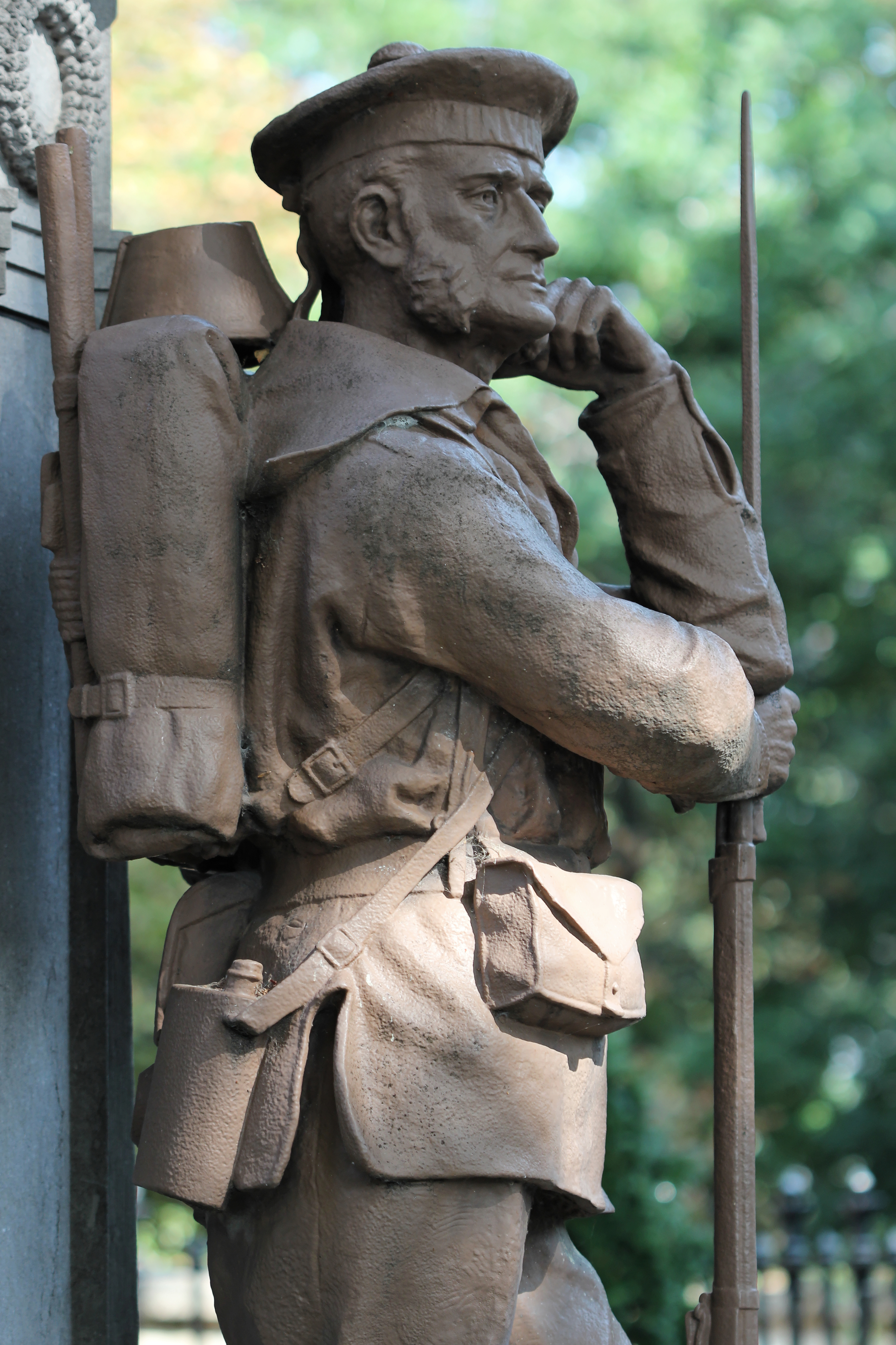
Fusilier marin
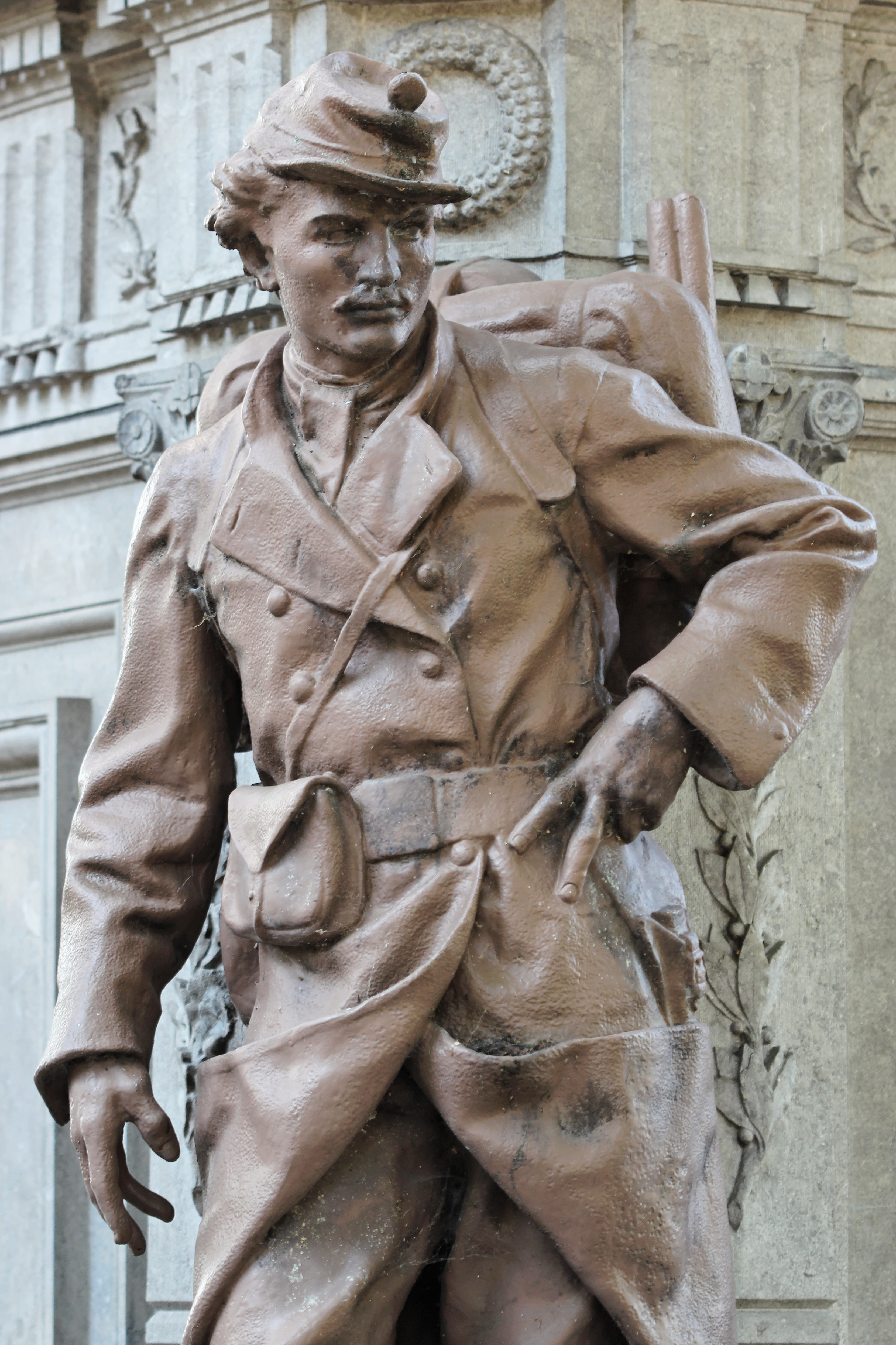
Garde mobile
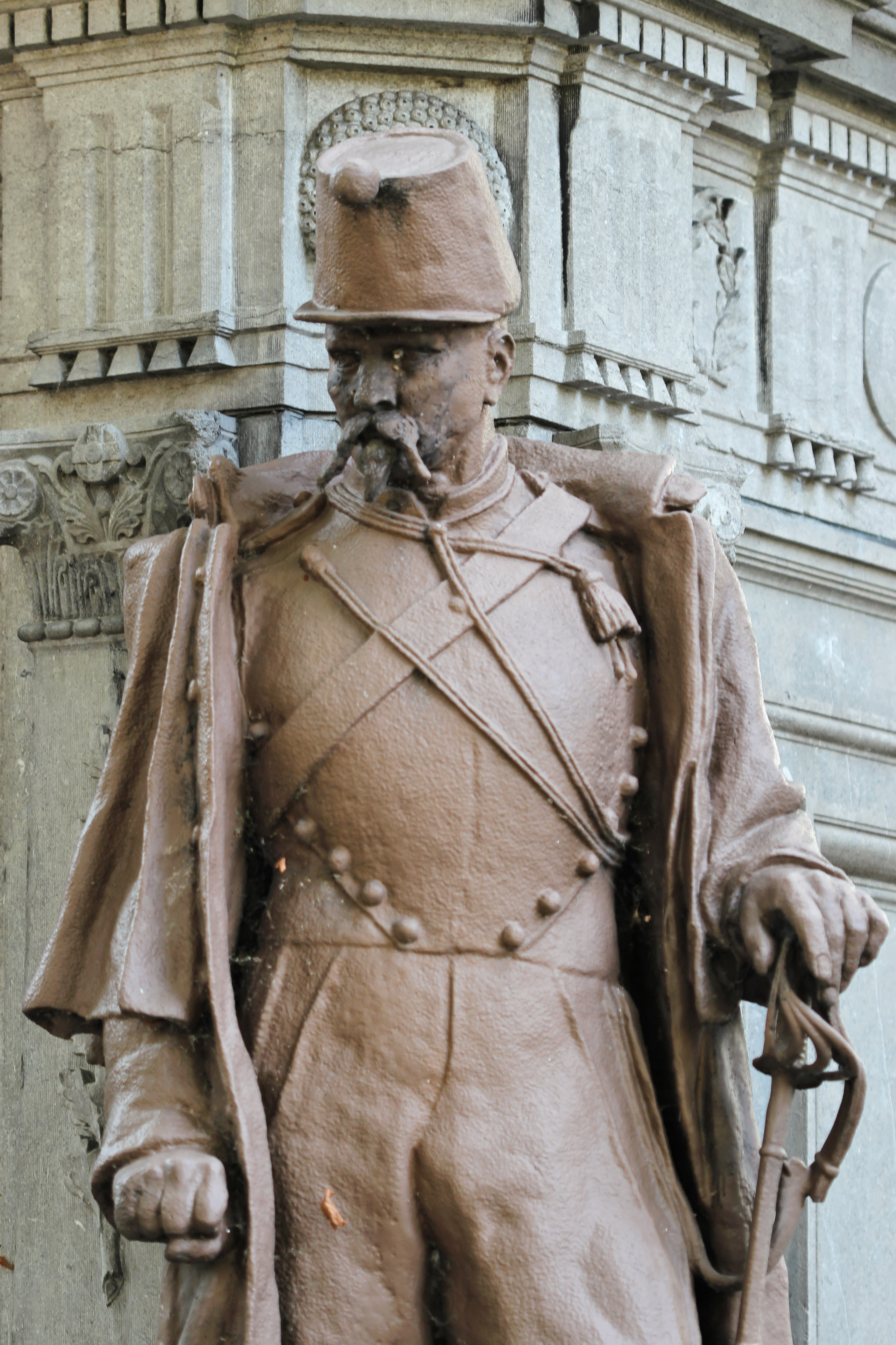
Artilleur
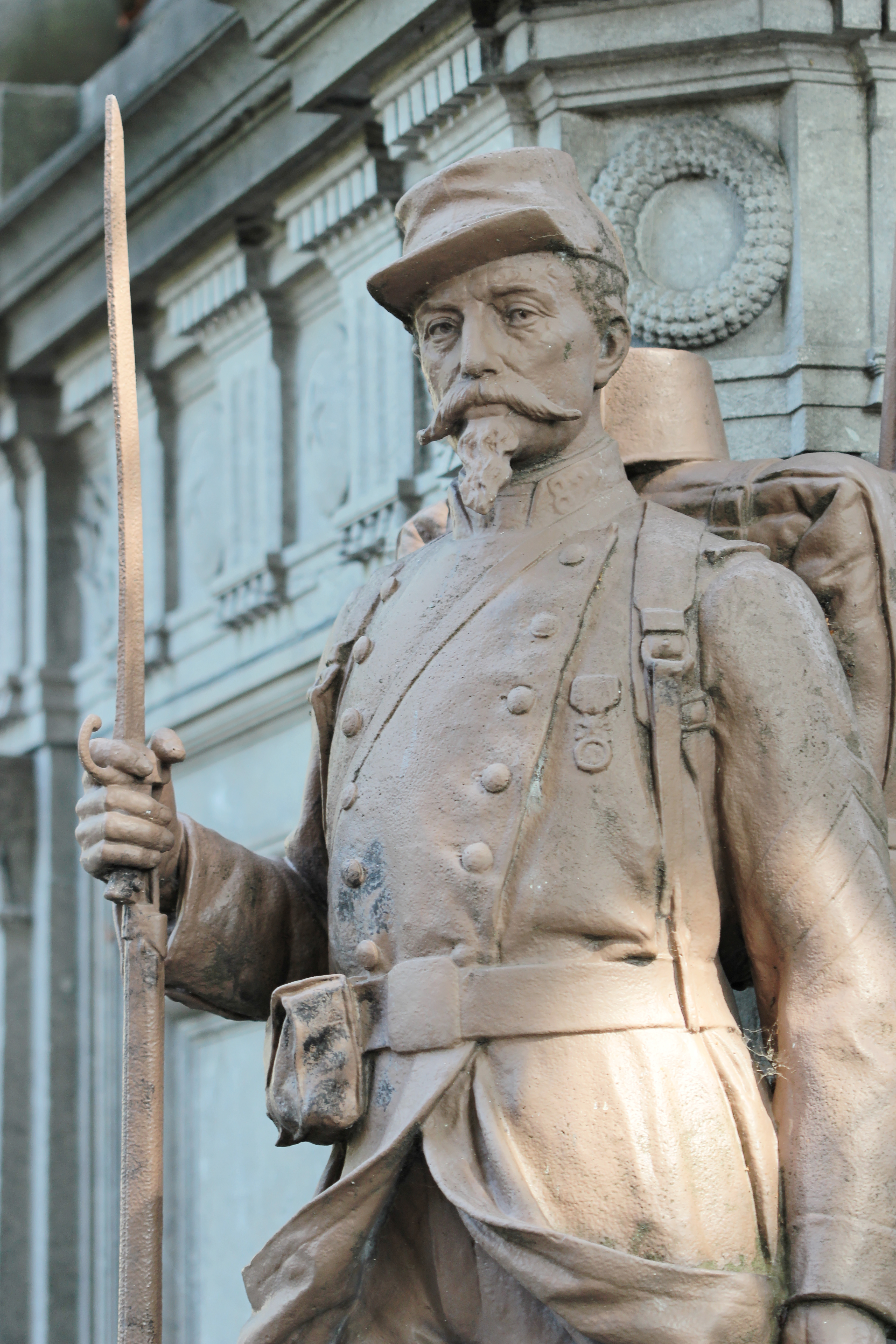
Soldat de ligne

Quatre statues allégoriques sont placées aux angles du piédestal. Ces groupes, de grandeur naturelle, représentent « un artilleur, sombre et résigné », par Jean-Baptiste-Charles-Émile Power, « un garde mobile d'un aspect énergique » par Camille Lefèvre, « un soldat de ligne, portant au col de la capote le numéro du 82e régiment et un fusilier marin, fièrement campé, béret sur la tête », indiquant le nom de l'Invincible par Louis Schrœder. Ces quatre statues en fonte ont été fondues par Denonvilliers.
Autour du monument est un petit jardin qu'enferme une grille très simple. Jusqu'à la Première Guerre mondiale, les familles prirent l'habitude d'y accrocher des photographies dans des cadres de deuil, des bouquets d'immortelles, des rubans tricolores voilés de crêpe pour les soldats partis à la guerre,. Amédée Fraigneau décrit cela dans Le Monde moderne en 1896 :

« Aux jours des grandes fêtes mortuaires, l’homme le plus sceptique ou le plus endurci ne peut rester impassible devant la grille de ce monument où défilent les vêtements noirs des mères, des sœurs, des fiancées. On y aperçoit, accrochés aux barreaux de fer, des photographies dans des cadres de deuil, des bouquets d’immortelles, des rubans tricolores voilés de crêpe ; on y lit des adieux touchants, on y entrevoit des désespoirs sans bornes. Et l’on devine parfois, dans ces petites vieilles femmes voûtées, agenouillées devant cette grille, un pauvre cœur de mère qui saignera toujours ! Il y a là les noms des victimes du Sénégal, de la Tunisie, du Soudan ; mais surtout, surtout, du Tonkin et de Madagascar. »

Les caveaux s'étirent sur 12 mètres de haut et en tout les fondations vont jusqu'à 40 mètres de profondeur. Les entrepreneurs ayant réalisé ce monument sont Lepoutre et Héricourt.

## Inscriptions
« Monument élevé par l'État aux soldats morts pendant le siège de 1870-1871 »
« Tombes militaires. Loi du 4 avril 1873. »

Inscriptions
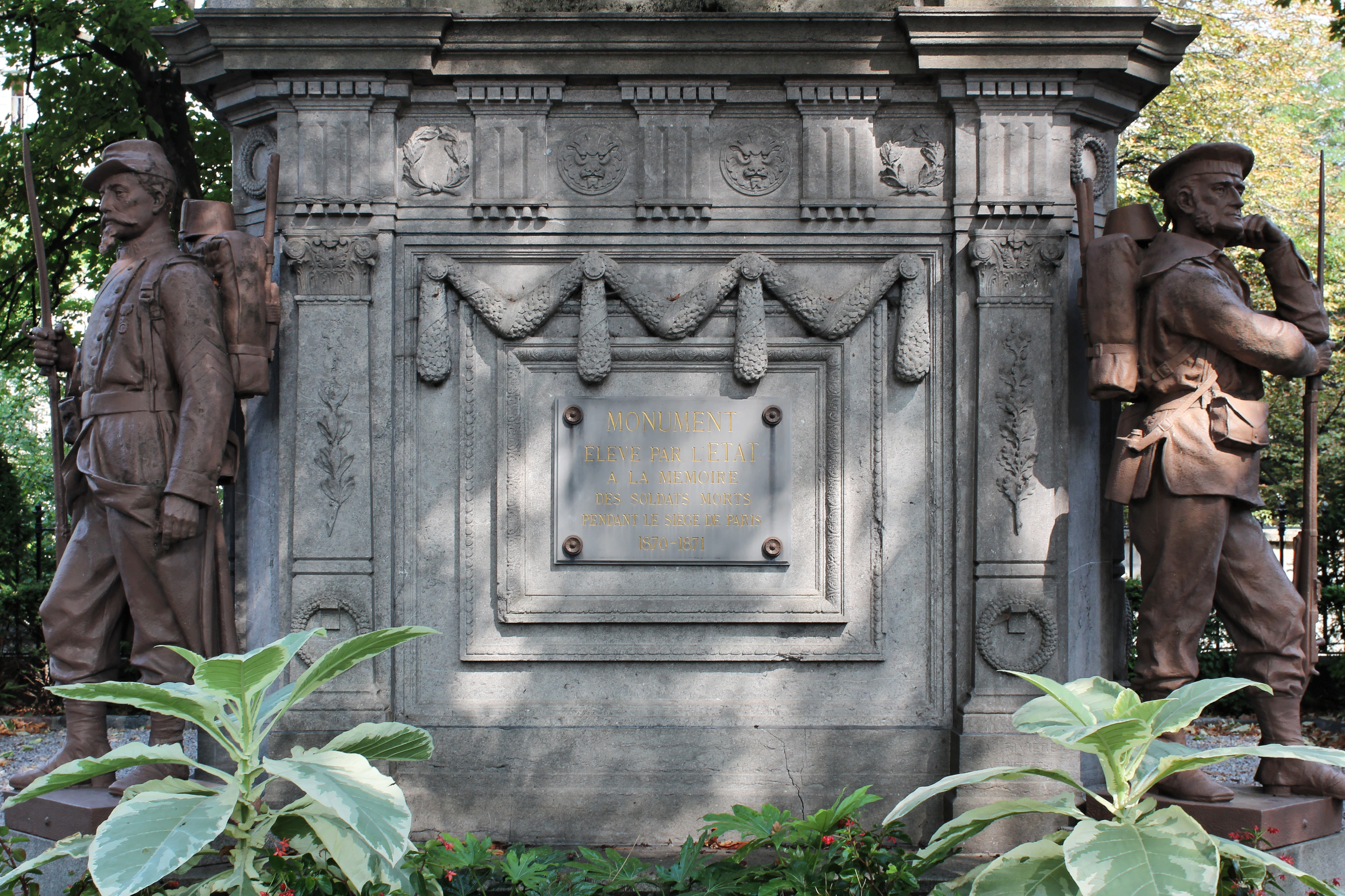
Face antérieure
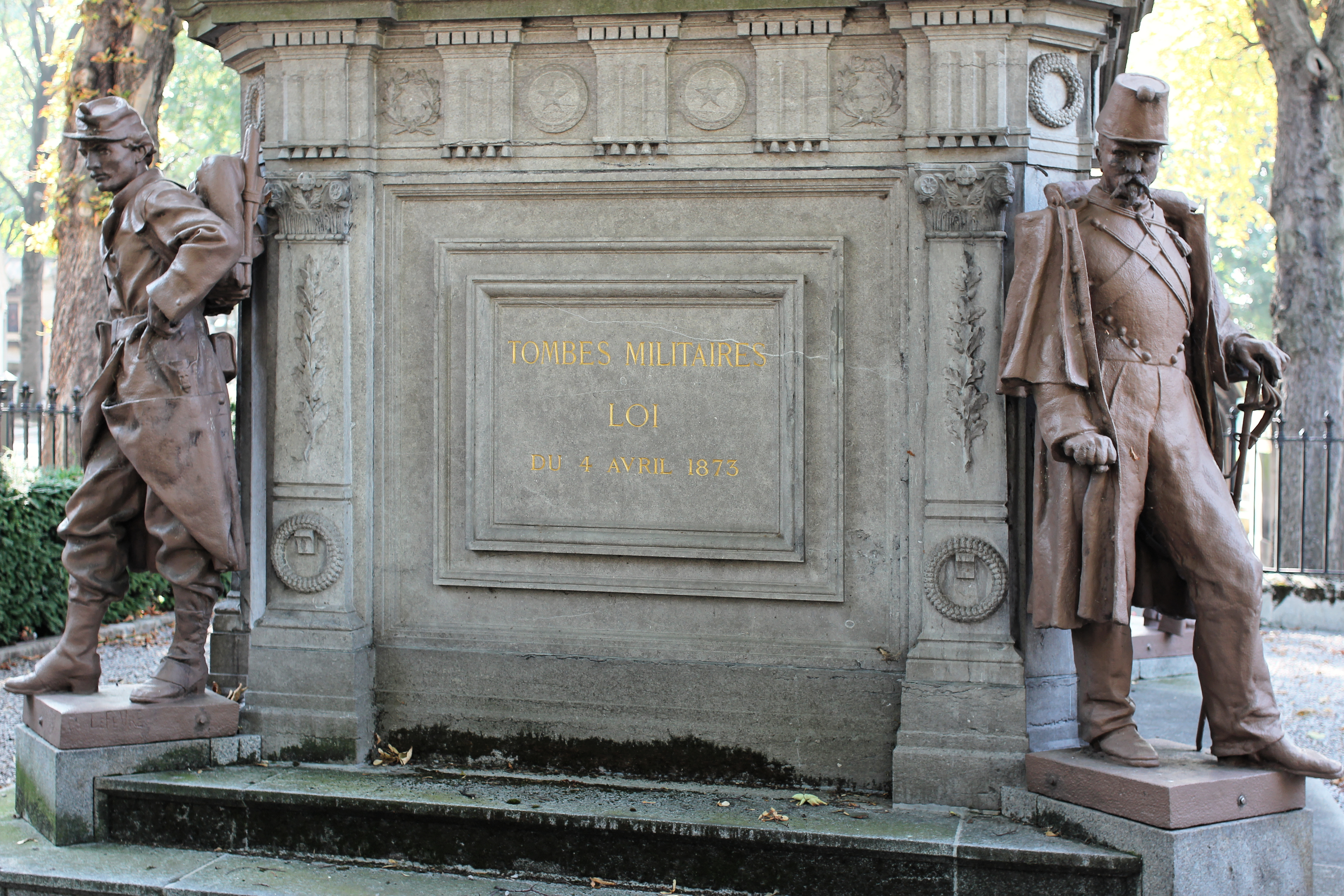
Face postérieure
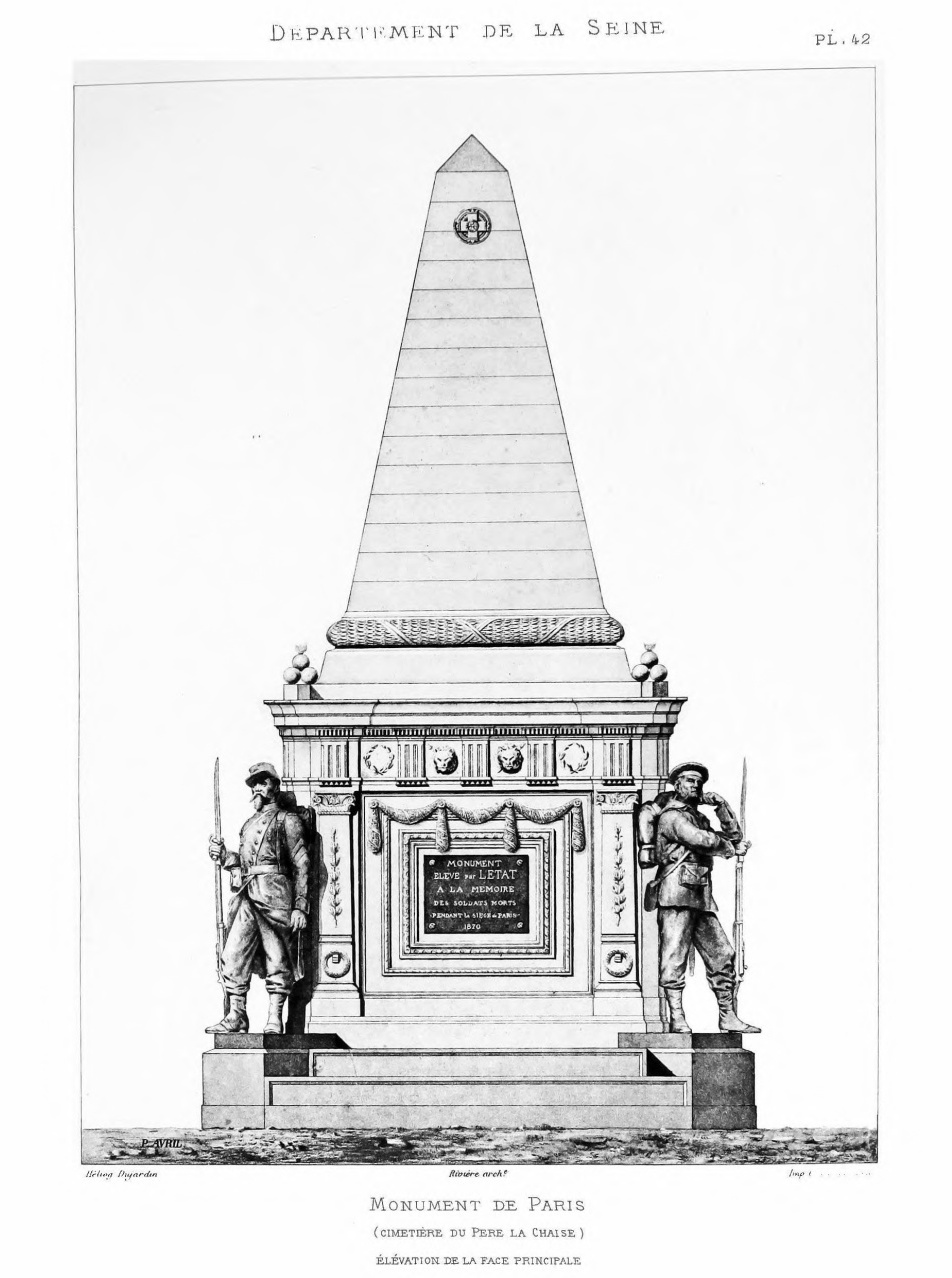
Élévation de la face antérieure
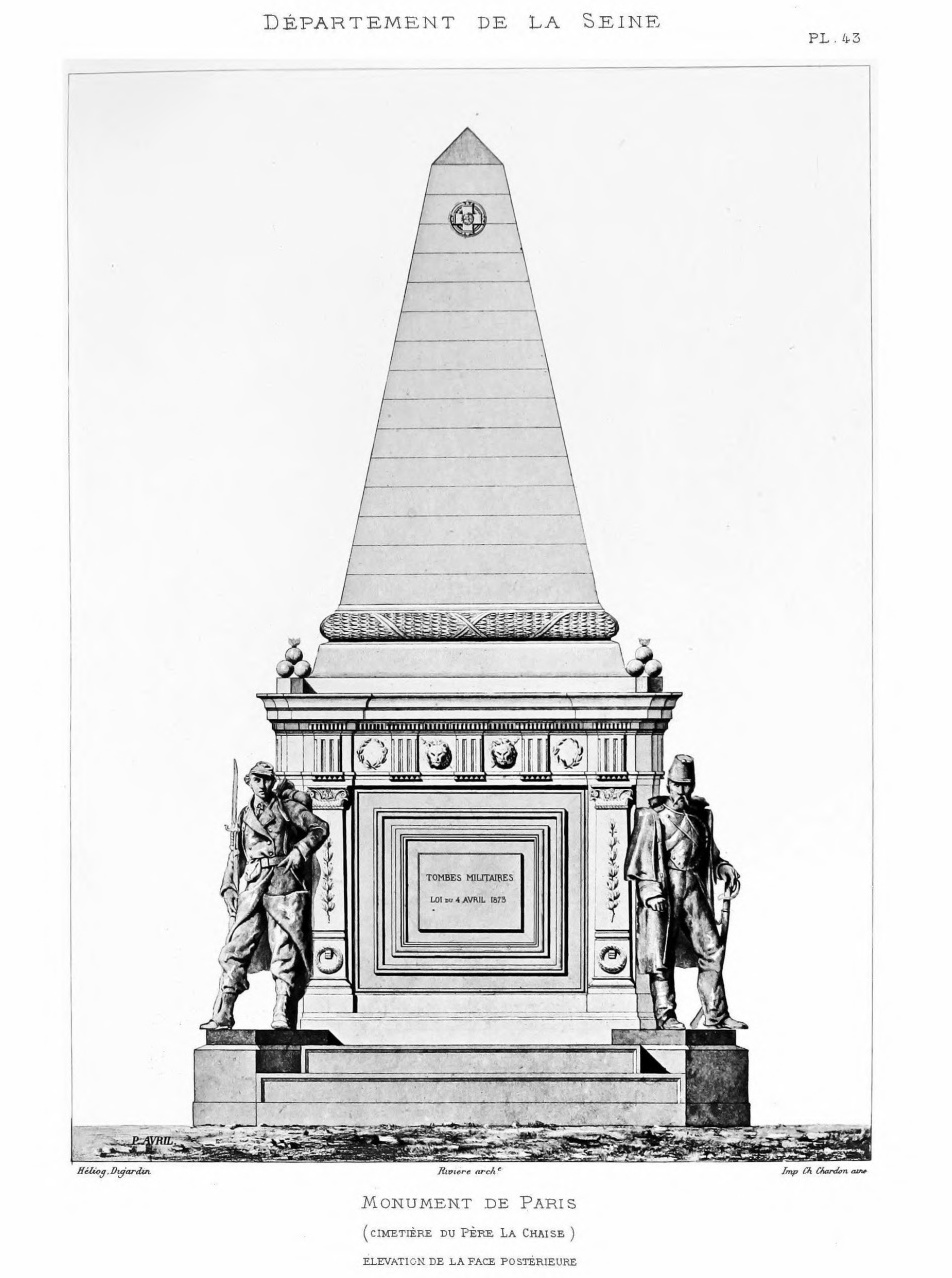
Élévation de la face postérieure

## Illustrations

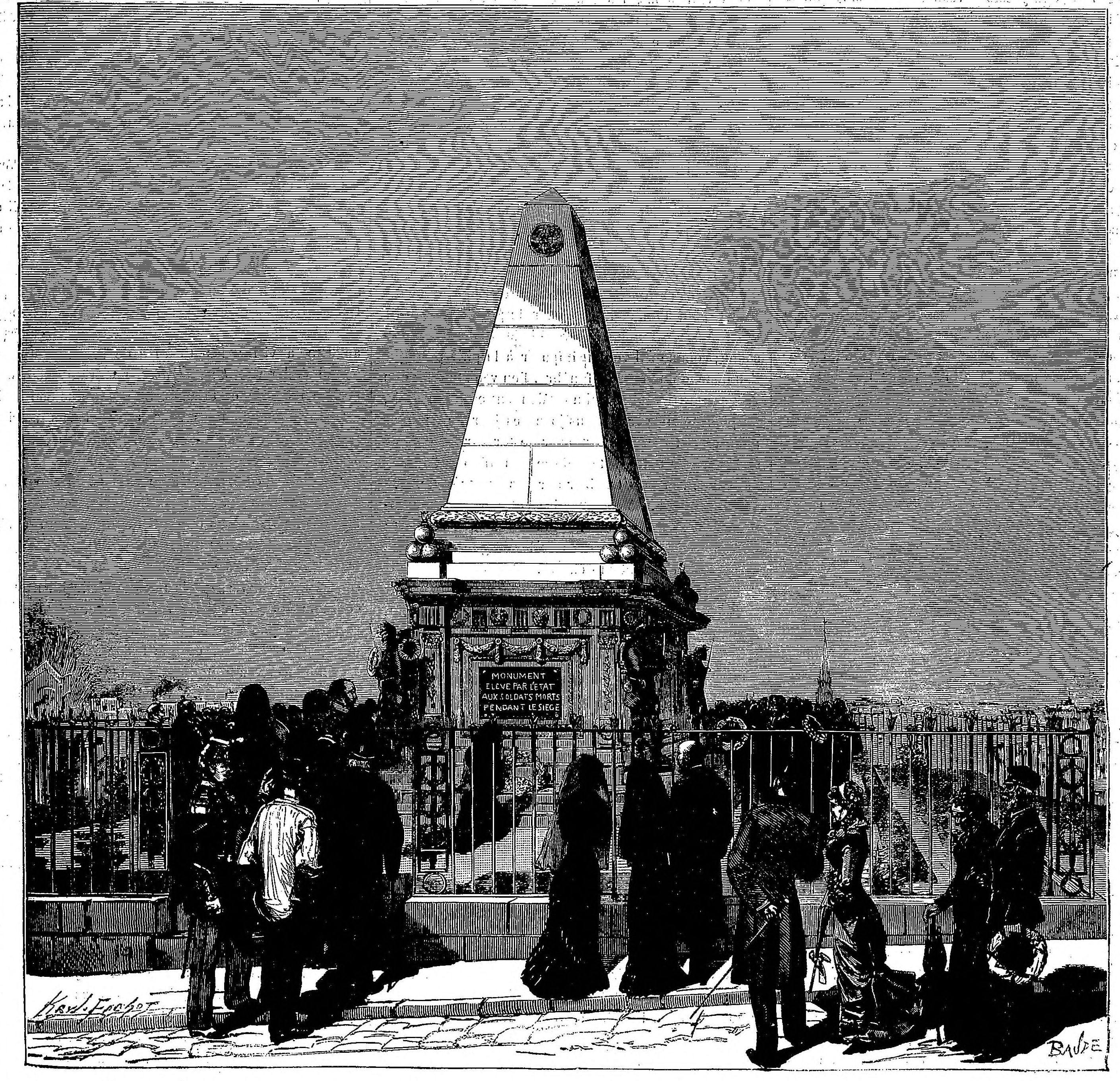
L'Univers illustré, 1er novembre 1879
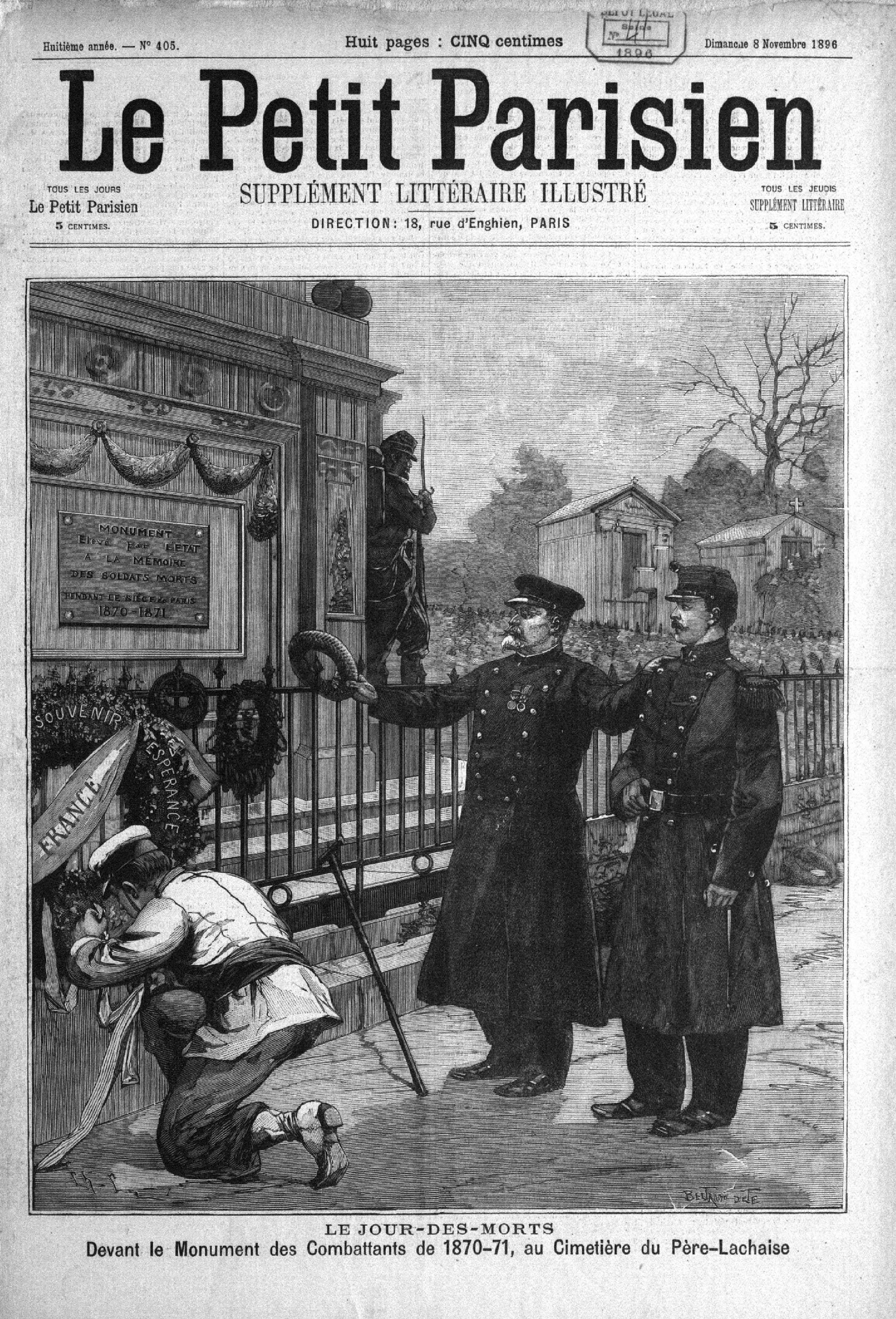
Le Petit Parisien, 8 novembre 1896
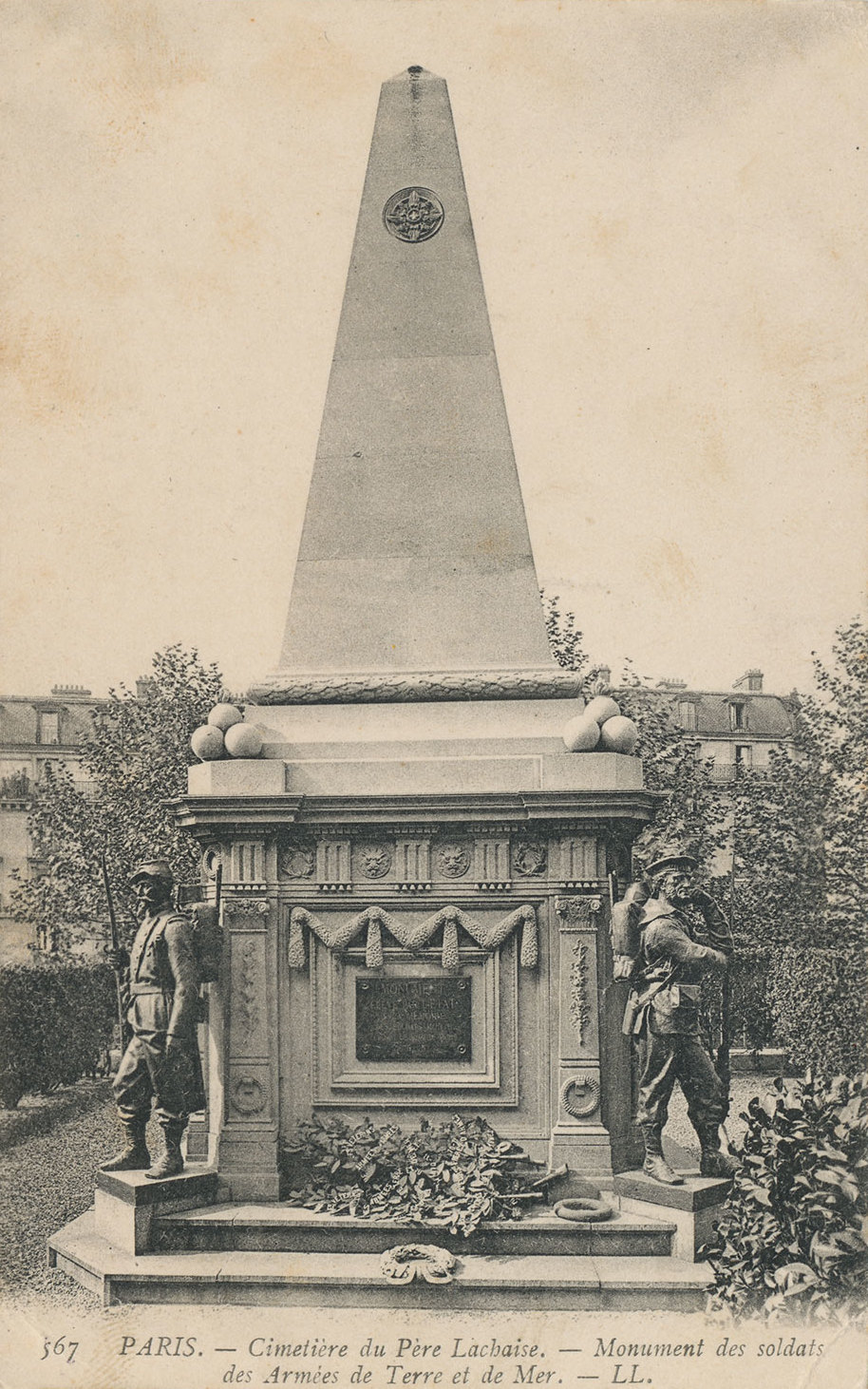
Carte postale, Léon & Lévy
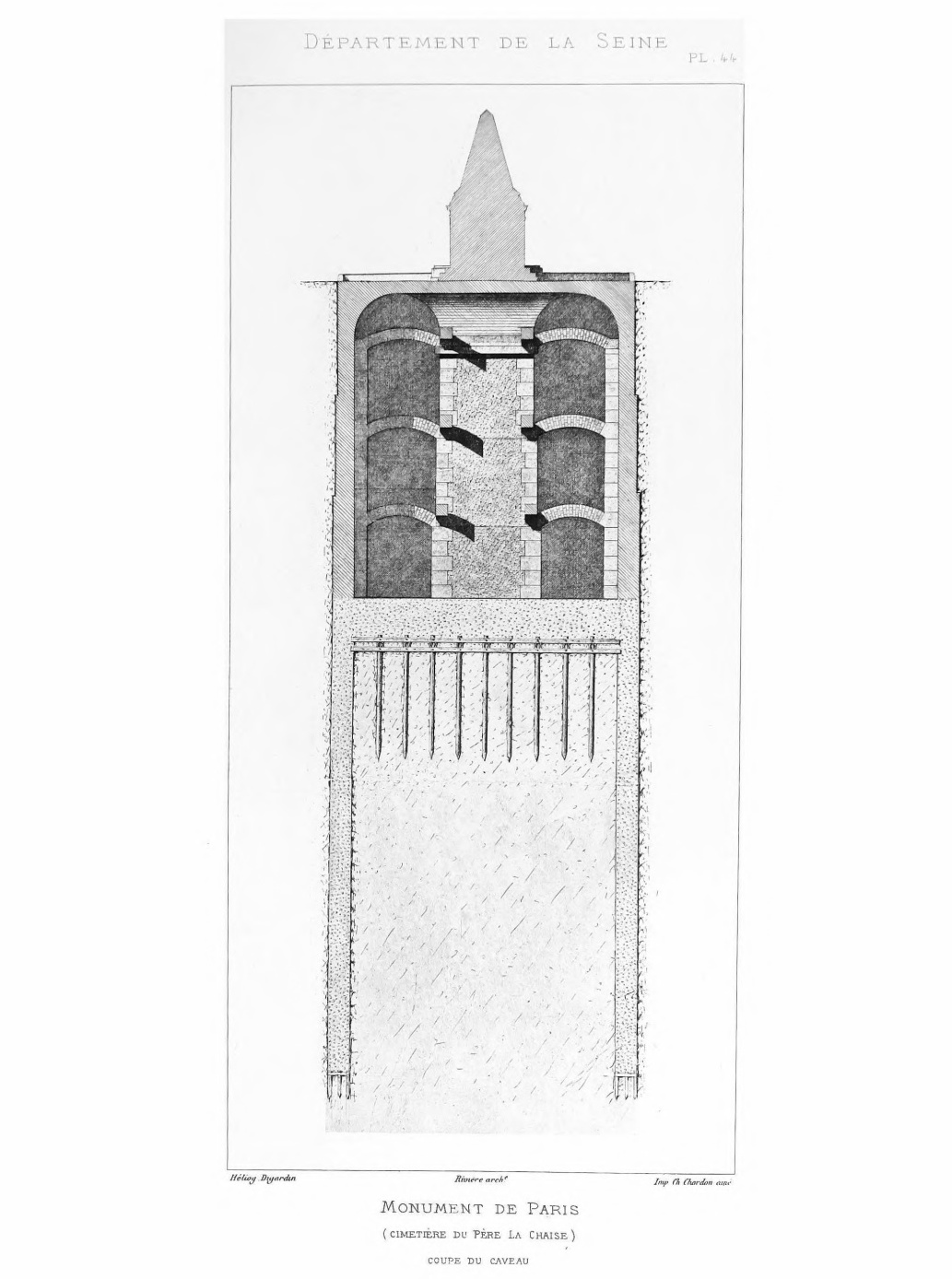
Coupe du caveau